# Gíza
Gíza (arabsky الجيزة‎) je třetí největší egyptské město, které se nachází na západním břehu Nilu, přibližně dvacet kilometrů jihozápadně od hlavního města Káhiry. Společně s dalšími třemi městy Káhirou, Šubrá al-Chejmou a Helwánem tvoří metropolitní oblast Velká Káhira. Město Gíza je hlavním městem guvernorátu Gíza a nachází se na jeho severovýchodních hranicích. Ve městě žije přibližně 5,60 milionu obyvatel.
Město je světově proslulé díky pyramidovému poli, které se zde nachází. Na tomto místě se nacházejí jedny z nejpozoruhodnějších památek starověkého světa. Mezi ně například patří Velká sfinga, Velká pyramida a mnoho dalších pyramid a chrámů.

## Historie
Dvacet kilometrů jižně od dnešní Gízy se nachází město Mennofer (též známé pod řeckým názvem Memfis), které bylo prvním hlavním městem sjednoceného Egypta. A právě zde, na gízské náhorní plošině, stavěli panovníci starověké říše své hrobky a monumenty. Kromě známých pyramid se na zdejší plošině nacházejí i další staroegyptské monumenty, mezi nimiž je například hrobka faraona z první dynastie Wadžiho či Ninecera z druhé dynastie.

## Infrastruktura
Gíza se během své historie dočkala mnoha změn. Ty přicházely v různých obdobích, kdy byl Egypt pod nadvládou mnoha různých vládců. Během britské okupace od 18. století až do počátku století dvacátého byly změny zaměřeny na výstavbu nových silnic, ulic a domů. Infrastruktura se rychle rozvíjela i díky turismu a velkému zájmu o starověké památky, které se zde nacházejí. V roce 1891 zde byla otevřena první zoologická zahrada na africkém kontinentu a ve Středomoří. V Gíze se rovněž nachází velké množství parků. Zdravotní péče je zde stejně jako v Káhiře na pokročilé úrovni. Kromě nemocnic jsou zde další zdravotnická zařízení, soukromé kliniky a laboratoře. V Gíze je zastoupen chemický, strojní a filmový průmysl. Nachází se zde továrny na výrobu cigaret.

## Doprava
Doprava v Gíze zahrnuje rozsáhlou síť silnic, železnic a metra. Silniční doprava je zde zajišťována osobními auty, taxislužbou, soukromými autobusy a mikrobusy. Hustá silniční síť spojuje Gízu s okolními městy jako jsou Káhira či Město 6. října. Nachází se zde mnoho mostů a nadjezdů. Provoz ve zdejších ulicích je ohromující a město je tak neustále přeplněné. Nejrychlejší a nejefektivnější způsob dopravy je tak metro, které Gíza sdílí se sousední Káhirou.

## Podnebí
V Gíze panuje suché podnebí, avšak díky Nilu často s vysokou vlhkostí vzduchu. Časté jsou zde větrné bouře, které v od března do dubna přinášejí do města saharský prach. Teploty se během zimního období pohybují mezi 12 °C až 17 °C, v noci klesnou pod 7 °C. Nejnižší naměřená teplota měla hodnotu 0,8 °C. Během letních měsíců teplota nepřekračuje hranici 40 °C a neklesne pod 20 °C. Dešťové přeháňky se zde vyskytují jen zřídka, avšak náhlý déšť způsobuje velké záplavy.

## Kultura a vzdělání
Kromě jiných vzdělávacích zařízení se zde nachází Káhirská univerzita, která se do Gízy přestěhovala v roce 1924. Gíza je vzdělávacím centrem nejen pro Egypťany, ale i pro studenty ze Středomoří. Město disponuje množstvím škol, mateřských škol a institutů vyššího vzdělání. 
Kromě památek a muzeí věnovaných starověkému Egyptu se zde nachází například také Muzeum Mohameda Mahmúda Chalíla s významnou sbírkou evropských impresionistů.

## Sport
Gíza je domovem druhého nejúspěšnějšího egyptského a afrického fotbalového klubu Zamalku SC. Kromě tohoto klubu zde působí i další celky jako Tersana či Seid Shooting Club.

## Partnerská města
- Los Angeles, Spojené státy americké
- Rinkeby, Švédsko
- Bandar Seri Begawan, Brunej
- Istanbul, Turecko (2012)